# Ethnozid
Ethnozid (auch kultureller Genozid, kultureller Völkermord, englisch cultural genocide, oder Entnationalisierung) bezeichnet den Versuch, die kulturelle Identität einer bestimmten ethnischen Gruppe zu zerstören, ohne jedoch ihre Angehörigen zu töten, wie es beim Völkermord (Demozid oder Genozid) der Fall wäre.
Dies wird erreicht, indem die jeweilige Sprache, Kultur, Religion, Wirtschaftsweise und Herrschaftsform der entsprechenden Ethnie verboten und/oder zerstört wird. Anstelle der alten wird den Betroffenen eine neue kulturelle Identität unter Drohungen und Repressionen auferlegt (oktroyiert).
Grund solcher Bestrebungen ist zumeist ein durch Rassismus gespeistes Überlegenheitsgefühl dominanter Gesellschaften gegenüber andersstämmigen Minderheiten. Ziel ist die beschleunigte Eingliederung der Minderheitsgesellschaft in die Mehrheitsgesellschaft durch Abschaffung der kulturellen Eigenarten.

## Abgrenzungen
Im Unterschied dazu beschreibt Transkulturation das Phänomen der, auch ungesteuerten, Einflussnahme einer Kultur auf eine andere. Der Begriff Akkulturation bezeichnet das individuelle Hineinwachsen einer Person in ihre kulturelle Umwelt durch Erziehung (siehe auch Sozialisation). Marginalisierung ist ein sozialer Vorgang, bei dem Bevölkerungsgruppen vorsätzlich kulturell, rechtlich und wirtschaftlich an den Rand der Gesellschaft gedrängt werden.
Wenn traditionelle oder kulturelle Rituale gegen die universellen Menschenrechte verstoßen, kann bei einem staatlichen Verbot dieser Rituale weder von Ethnozid noch von Assimilationspolitik die Rede sein.

## Zwangsassimilation
Häufige Mittel der Assimilationspolitik sind:
- Linguizid: Das Verbot oder die massive Behinderung des Gebrauchs von Sprachen der Einheimischen bzw. von Minderheitensprachen (z. B. in Schulen) und die zwangsweise Einführung einer Amtssprache des Staates oder der Besatzungsmacht
- Ortsumbenennungen nach dem gleichen Muster
- Der Raub von Kindern und ihre zeitweise Zwangsinternierung in Schulen, Klöstern und Internaten für die Dauer des Schulalters
- Dauerhafte Zwangsadoptionen von Babys oder Kindern, durch Raub von ihren Eltern oder nach Ermordung der Eltern
- Politisch forcierte Abwanderung: Gezielte Forcierung der Abwanderung der zu assimilierenden Bevölkerungsgruppe in Regionen und Städte, wo sie nur noch eine Minderheit sind, oder ganz außer Landes.
- Politisch forcierte Zuwanderung: Gezielte Forcierung der Zuwanderung von Menschen, die nicht zu der zu assimilierenen Bevölkerungsgruppe gehören, um diese zur Minderheit in ihrem eigenen, angestammten Siedlungsgebiet zu machen.
- Zwangsassimilation von Minderheiten

## Verbot von Zwangsadoptionen
Die gewaltsame Überführung von Kindern einer (ethnischen) Gruppe in eine andere ist seit 1948 eine durch die Konvention über die Verhütung und Bestrafung des Völkermordes als Kriterium für das Vorliegen von Ethnozid geächtete Praxis.

## Beispiele für Zwangsadoption
- Lebensborn in Deutschland, z. B. Raub von polnischen Kindern, die von den Nationalsozialisten als „eindeutschungswürdig“ zur Germanisierung vorgesehen waren und interniert wurden; ähnlich auch in besetzten westeuropäischen Ländern und in Norwegen 1940–1945

## Beispiele für Zwangsassimilation
- Assimilation (Kolonialismus): koloniale Assimilationspolitik Frankreichs und Portugals
- Französische Assimilationspolitik im Elsass ab 1918[9]
- Politiken der Germanisierung, Magyarisierung und Russifizierung im 19. und 20. Jahrhundert
- Italianisierung: Im Besonderen bezeichnet der Begriff den Versuch der ab 1922 regierenden faschistischen Partei Italiens, die im Rahmen des Irredentismus einverleibten Gebiete mit nicht-italienischer Bevölkerung sprachlich und kulturell italienisch zu dominieren und ihrer gewachsenen Identität zu berauben.
- Entnationalisierung in Slowenien im 19. und 20. Jahrhundert (Versuche der Germanisierung, Italianisierung und Magyarisierung)[1]
- Roma in Tschechien und der Slowakei: Kaiserin Maria Theresia plante eine rigorose Assimilationspolitik, die neben der Wegnahme der Kinder zur Umerziehung auch eine Christianisierung nicht-christlicher Roma umfasste.
- Deportation und Unterdrückung von Lemken und Bojken in Südostpolen durch die Aktion Weichsel
- Samische Sprachen: Ungefähr zwischen 1850 und 1960 war der Gebrauch der eigenen Sprachen der Samen aufgrund der vorherrschenden Assimilationspolitik in den staatlichen Schulen aller drei skandinavischen Länder sowie dem Russischen Zarenreich bzw. der Sowjetunion verboten.[10]
- Assimilationspolitik gegenüber den Kurden in der Türkei
- Marginalisierung der Tuareg in Mali und Niger
- Kanada: Hier wurde seit dem 19. Jahrhundert systematisch versucht, Kinder der Ureinwohner (First Nations) in Internaten (Residential Schools) ihrer eigenen Kultur und ihren Eltern zu entfremden.
- Entfremdung von Aborigines-Kindern in Australien: Stolen Generations[11]
- Indianerpolitik der Vereinigten Staaten, z. B. bei den Ktunaxa
- Indigene Bewegung in Chile: Ende der 1920er Jahre war das Leitbild der Assimilationspolitik in Chile eine disziplinierte Gesellschaft, in deren Augen die traditionellen Siedlungsgebiete der Indigenen als „Un-Orte“ galten und aufgelöst werden mussten.
- Jenische in der Schweiz: Von 1926 bis 1973 betrieben die Stiftung Pro Juventute und andere private und staatliche Akteure eine Zerstörung der jenischen Kultur und Sprache durch zwangsweise systematische Entreissungen von Kindern aus jenischen Familien, um durch Fremdplatzierung in Zwangsinstitutionen oder Familien, oft als Kindersklaven (Verdingkinder), oder durch Zwangsadoptionen, vielfach unter Änderung der Namen, um sie außerhalb der Herkunftsgruppe fern ihrer Kultur und Verwandtschaft ihrer Identität zu berauben. Mittels Eheverboten, Zwangsinternierung Erwachsener und Zwangssterilisation zielte diese Vorgehensweise zudem erklärtermaßen auf die Verminderung der Geburtenrate und somit der Bevölkerungszahl der Jenischen in der Schweiz ab.
- Sinifizierung der Uiguren und Tibeter in der VR China – Xinjiang-Umerziehungslager
- Ryūkyū-Inseln: Es wurde versucht, die Bewohner der Ryūkyū-Inseln durch eine Assimilationspolitik in den japanischen Staat zu integrieren.
- Christliche Missionierung war weltweit häufig von Gewalt begleitet, wandte sich vor allem an Kinder und Jugendliche (Missionsschulen) und gründete sich auf eine angebliche kulturelle Überlegenheit des Christentums über die einheimischen Religionen.[12]
- Japanische Besetzung Koreas: Japans umfassende Politik des kulturellen Völkermords umfasste die zwangsweise Umbenennung aller koreanischer Namen in japanische Namen, die ausschließliche Verwendung der japanischen Sprache, den Schulunterricht im japanischen „ethischen System“ sowie die erzwungene Praktizierung des Shintoismus. Parallel zu den Ryūkyū-Inseln ergibt sich die Definition nicht eindeutig, weil die Besatzungsverwaltung die Existenz einer koreanischen Ethnie separat von Japanern im Vorhinein nicht anerkannte und Korea nicht als eine Kolonie betrachtete.[13]